# LIVE FILMS GO LAND
『LIVE FILMS GO LAND』　（ライブ　フィルムス ゴー　ランド）は、ゆずのライブビデオ。2013年（平成25年）12月25日にトイズファクトリーから発売。

## 概要
2013年5月に発売された11th ALBUM『LAND』を引っさげて、『YUZU ARENA TOUR 2013 GO LAND』を開催。ツアー終了から期間をあけぬまま、ゆず記念すべき40枚目のシングル『表裏一体』とライブ映像『LIVE FILMS GO LAND』の発売が決定された。
ゆずの映像作品としては珍しく、収録楽曲の歌詞がブックレットに掲載されている。

## 収録曲
1. 砂漠のメリーゴーランド
2. 流れ星キラリ (ゆずバージョン)
3. 飛べない鳥
4. 始まりの場所
5. 傍観者
6. 贈る詩
7. 遊園地
8. 灯影
9. with you
10. DOT PIERROT
11. 仮面ライター
12. REASON
13. LAND
14. LOVE & PEACH
15. GO★GO!!サウナ
16. 夏色
17. ムーンライトパレード
18. ゼラニウム (EN)
19. また明日 (EN)
20. イロトリドリ (EN)
21. 友〜旅立ちの時〜（EN）

## 特典映像
- GO LAND OTHER SONGS
  - 向日葵ガ咲ク時
  - 代官山リフレイン
  - Yesterday and Tomorrow
  - 栄光の架橋
  - 命果てるまで
  - 翔
- 森で迷った男たち
  - 北川Ver
  - 岩沢Ver
  - 新・北川Ver
  - 新・岩沢Ver
- VISUALAND
  - 仮面ライター
  - LAND
  - ムーンライトパレード